# Qatar University Stadium
Qatar University Stadium är en idrottsarena i Qatars huvudstad Doha. Stadion byggdes till världsmästerskapet i fotboll 2022. Stadion är tänkt att ha en kapacitet på 43 520 åskådare.